# Museo de las Artes Populares de Jalisco
El Museo de las Artes Populares de Jalisco está ubicado en el centro histórico de la ciudad de Guadalajara. Inaugurado el 31 de mayo de 2000, se dedica a investigar, salvar y propagar la artesanía y arte popular en Jalisco. 

## Historia
Es una casona de dos plantas con una fachada ecléctica con elementos neoclásicas. Su interior es afrancesado al estilo rococó. La primera planta fue construida en el siglo XVIII, la segunda siendo agregada el siglo siguiente. Cuenta con balcones, puertas de madera y azulejos. Sirvió como casa habitación por muchos años, luego fungiendo como un colegio y escuela de música. A finales de los años 1990 el gobierno estatal la adquirió para ser remodelada como museo, siendo restaurada entre 1997 y 1999.

## Exposición
El museo cuenta con cuatro salas permanentes con más de 1600 piezas dedicadas a las tradiciones, los grupos étnicos, la charrería y la música del estado. También hay objetos de cocina, lapidarium, metalistería, artes textiles, mobiliario, chilte, fibra textil, cerámica y guarnicionería. También cuenta con una sala temporal para exposiciones afines.

## Galería

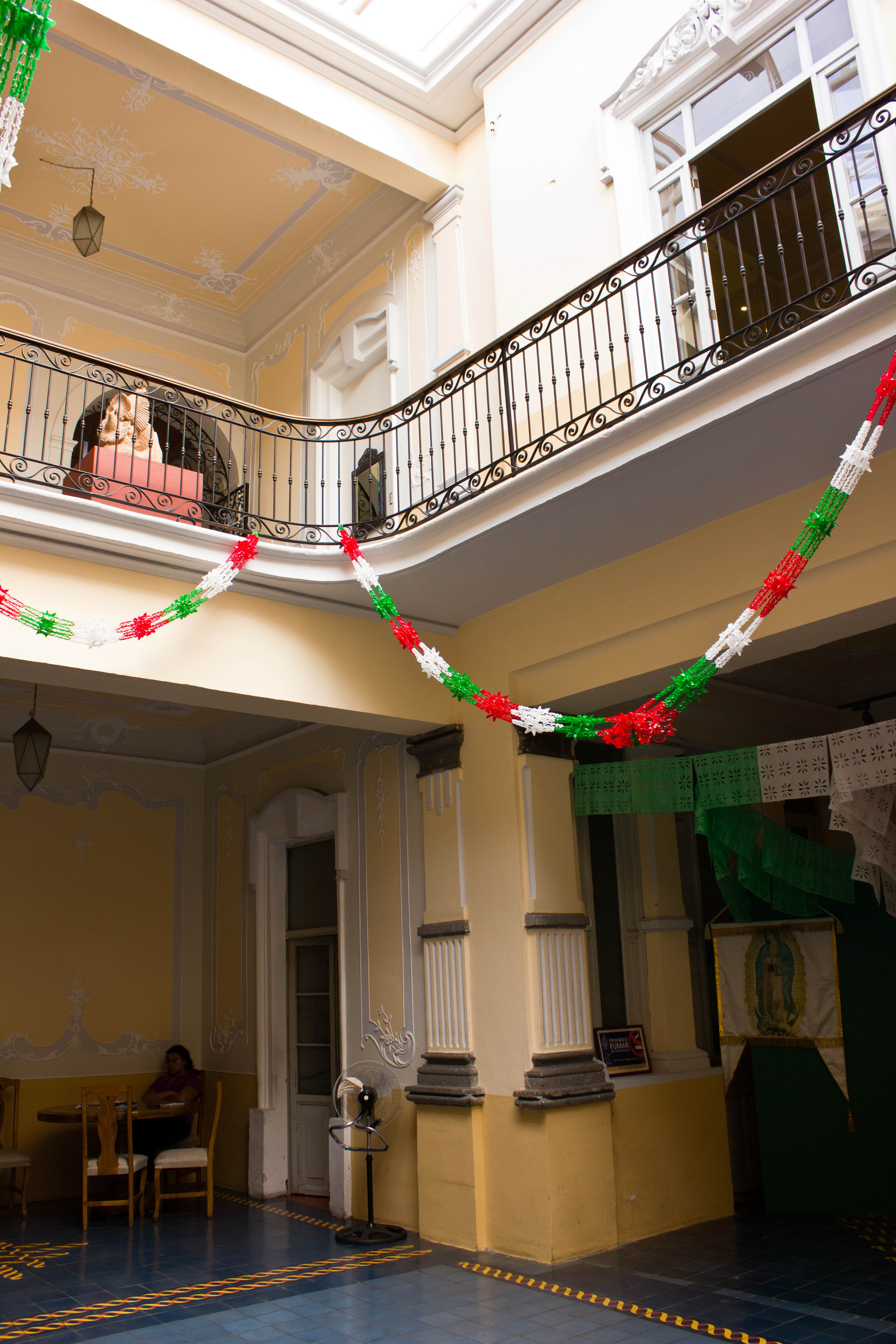
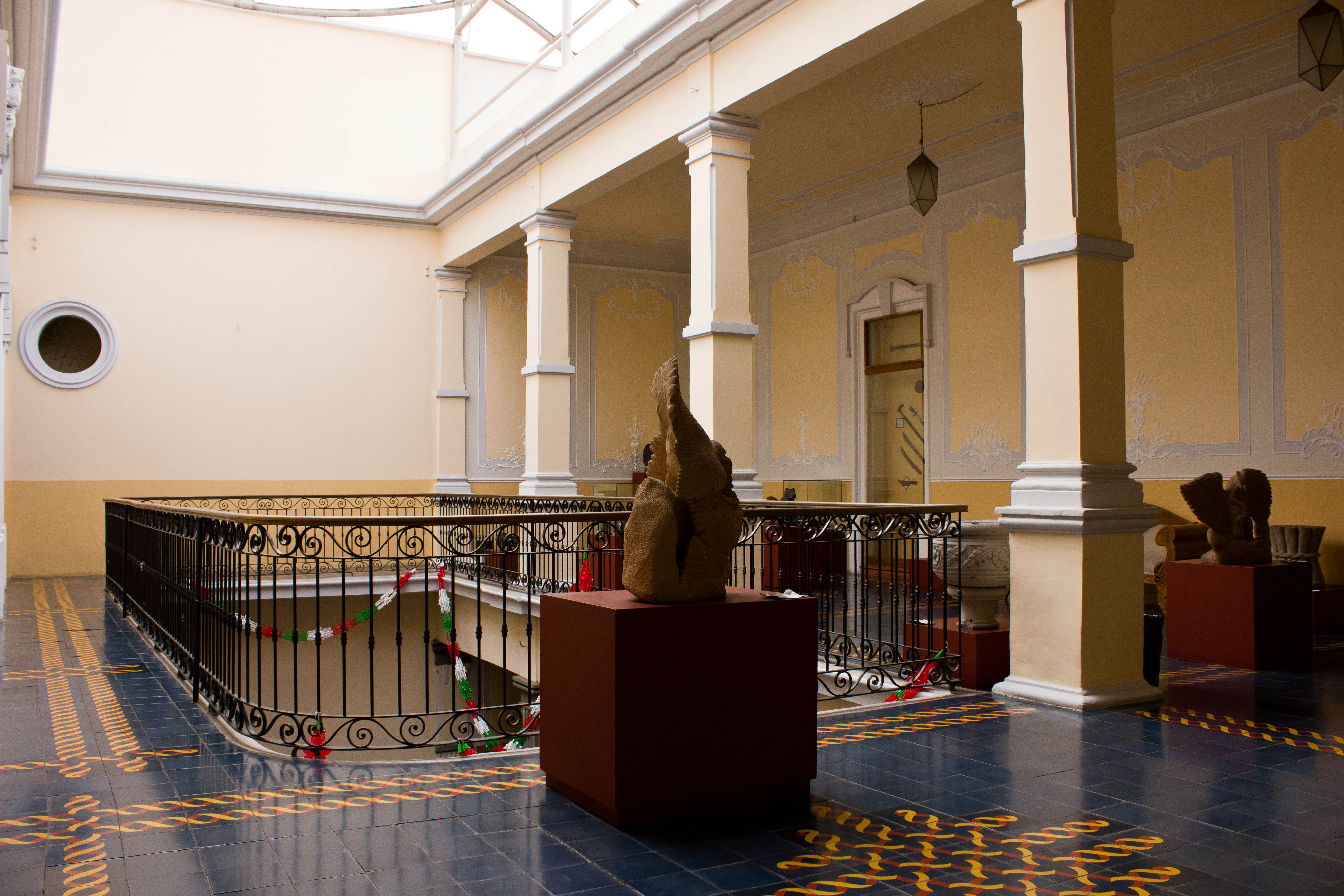
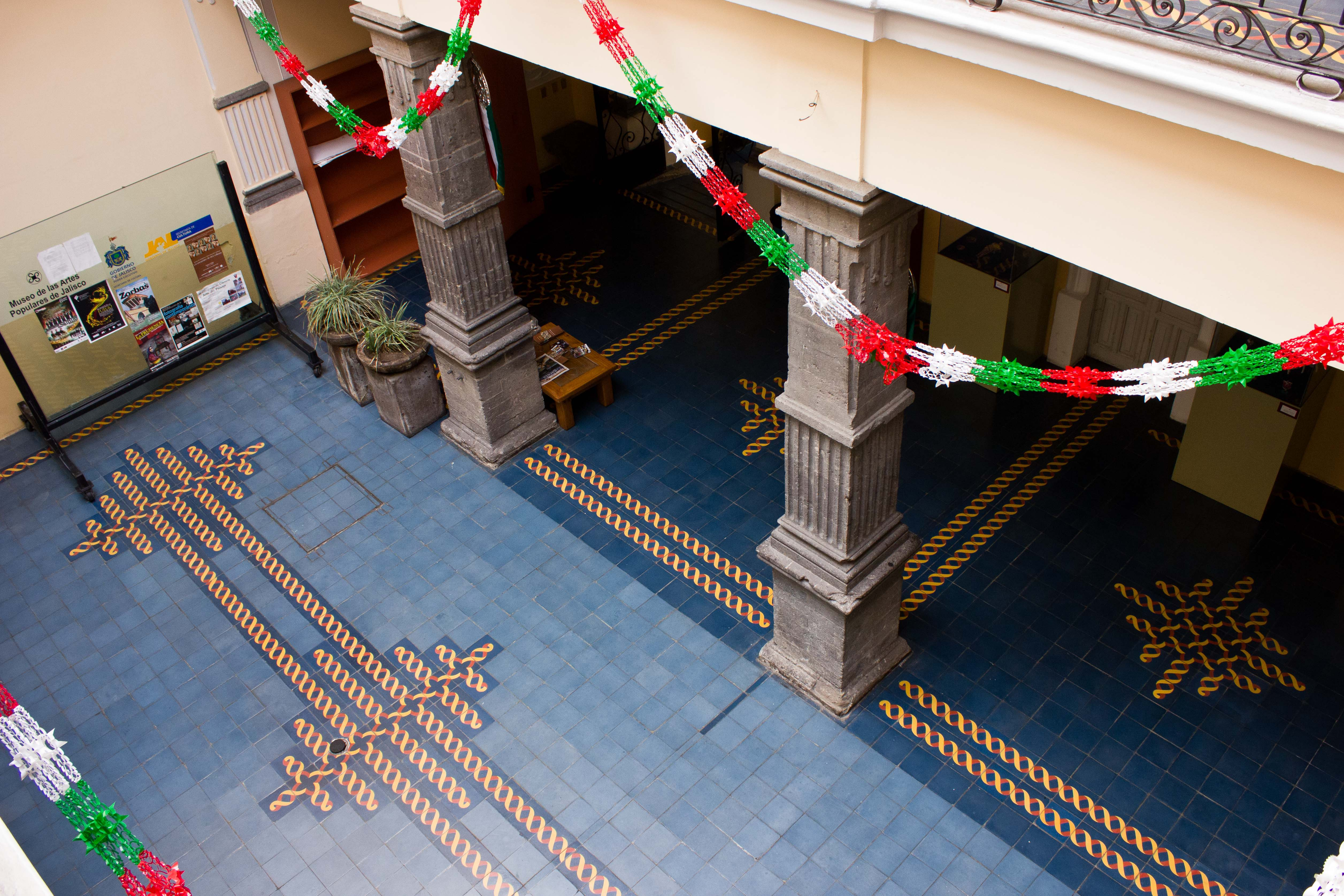
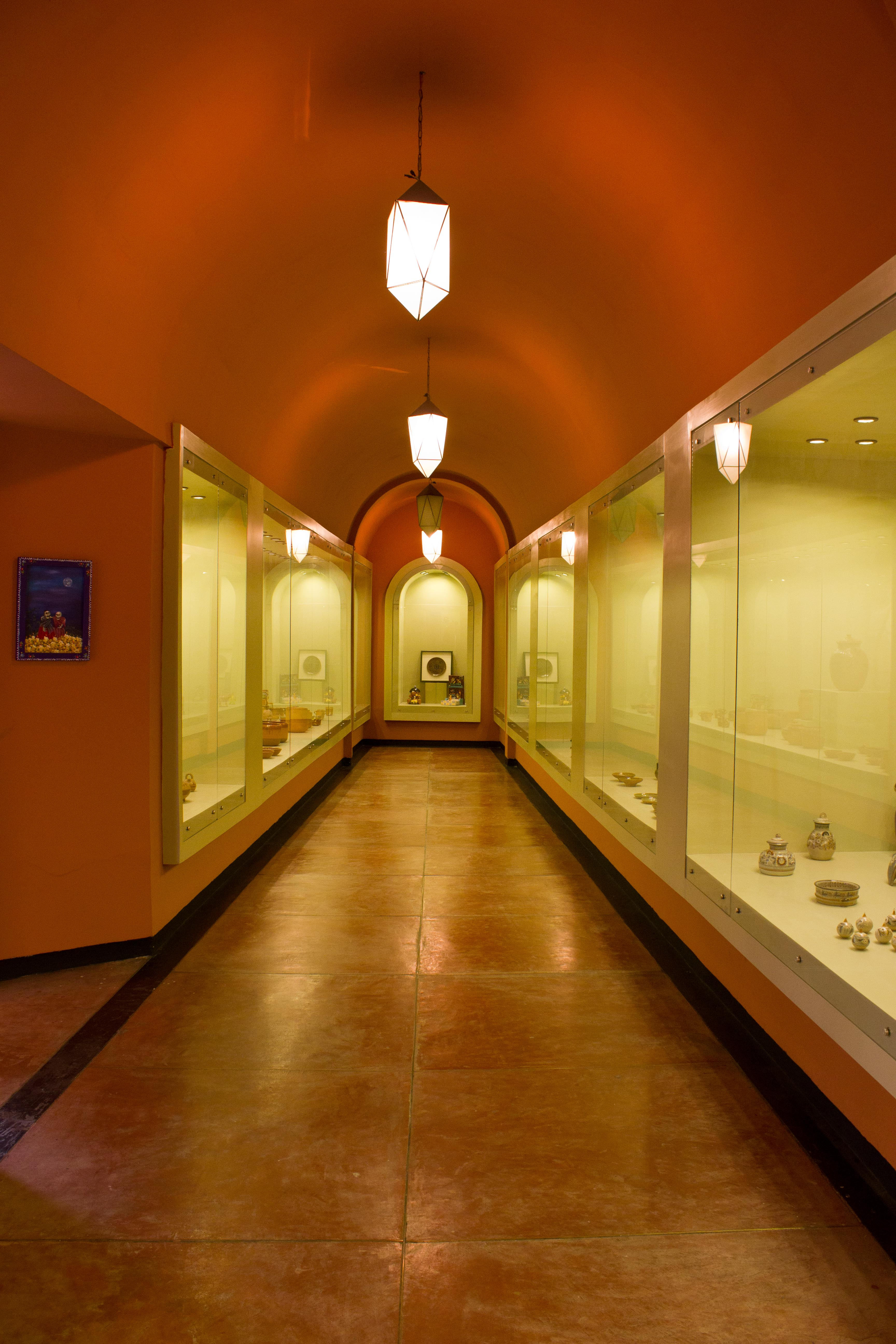